# Jaime Jiménez
Jaime Jiménez Merlo (Valdepeñas, 10 dicembre 1980) è un ex calciatore spagnolo, portiere svincolato.

## Carriera
Dopo aver giocato per diversi anni nelle serie minori spagnole, nella stagione 2007-2008 gioca 37 partite in seconda serie con il Granada. Gioca poi per altri tre anni in Segunda Division con l'Elche, per un totale di 31 presenze. Nella stagione 2011-2012 passa quindi al Valladolid, con cui gioca 42 partite e conquista una promozione in massima serie. Nella stagione 2012-2013 gioca 14 partite nella massima serie spagnola con il Valladolid. Nella stagione 2014-2015 gioca sempre nella Liga, con il neopromosso Eibar.